# Micheil Giorgadze
Micheil Giorgadze, gruz. მიხეილ გიორგაძე (ur. 14 marca 1961 w Kutaisi) – radziecki i gruziński piłkarz wodny, bramkarz. W barwach ZSRR brązowy medalista olimpijski z Seulu.
Zawody w 1988 były jego jedynymi igrzyskami olimpijskimi. Trzykrotnie był złotym medalistą mistrzostw Europy (1983, 1985, 1987), w 1981 zdobył srebro tej imprezy. Występował w barwach Dynama Tbilisi.